# لیزل اشتاینر
لیزل اشتاینر (زاده ۱۹ نوامبر ۱۹۲۷ – درگذشته ۷ ژوئن ۲۰۲۳)  او یک عکاس ، خبرنگار و مستندساز اهل اتریش و ایالات متحده بود. اشتاینر به علت پرتره هایش از شخصیت‌های سیاسی و فرهنگی دهه‌های ۱۹۵۰ و ۱۹۶۰ ، همچون فیدل کاسترو ، اسکار نیمایر ، لوئیس آرمسترانگ ، ژاکلین کندی اوناسیس ، ریچارد نیکسون و هانری کارتیه برسون مشهور گردیده شده.

## اوایل زندگی
اشتاینر از دوران کودکی تا سنین ۱۱ سالگی در وین رشد پیدا می کند. بعد از آن او تنها فرزند والدینش بوده. و از آنجایی که مادر او یهودی بود، والدینش در سال ۱۹۳۸ از راه تریسته به بوئنوس آیرس مهاجرت می کنند و بعد از آن به علت تسلط زودهنگام قدرت از جانب ناسیونال سوسیالیست ها بودند. آنان این مقصد را انتخاب می کنند. چون یکی از برادران پدر آنها قبل از آن در بوئنوس آیرس مشغول زندگی بوده است. بعدها اشتاینر دوران جوانی خود را در آن مکان طی می کند و سپس از سال ۱۹۴۱ تا ۱۹۴۴ در مدرسه عالی هنرهای زیبایی "فرناندو فادر" در رشته هنر در بخش هنر زیبایی آن را می آموزد. بعدها او همچنین شاگرد خصوصی ژان الکساندر ژوزه و ایگنازیو کافمن می شود که آنان به اشتاینر نقاشی را تعلیم می دهند. بعدها او تحصیلاتش را در دانشگاه قطع می نماید و در عوض تحصیلاتش خود را به عنوان خودآموز معرفی و به راه خود ادامه می دهد.
از روز های میانی دهه ۱۹۴۰، اشتاینر با هنرپیشه آرژانتینی گیولا کوسیچه، که یکی از نوآوران نهضت هنری مادی بود آشنا می شود. بعد از آن  او با نام کامل خودش ، بنام الیزابت اشتاینر، در نمایشگاه های گروهی این جنبش شرکت می کند و بعد از آن در آن محل طراحی و نقاشی اش را به نمایش می گذارد.